# Víctor Quintanilla
Víctor Manuel Quintanilla Araya (Melipilla, Chile, 30 de octubre de 1975) es un exfutbolista y entrenador chileno. Como jugador, se desempeñaba como Mediocampista.

## Trayectoria

### Como jugador
Oriundo de Melipilla, se formó en las divisiones inferiores de Deportes Melipilla, donde debutó el año 1995, para 1996 pasar a Unión Santa Cruz, mientras que el segundo semestre de 1997 jugó para San Antonio Unido.En 1998 regresa a Los Potros, donde milita hasta la temporada 2003. En 2004 ficha por Unión San Felipe de la Primera División, donde juega 2 temporadas.En 2006 firma para Santiago Wanderers.
Termina su carrera en Deportes Melipilla a fines de la temporada 2009.

### Como entrenador
Dirigió por muchos años las divisiones inferiores de Deportes Melipilla, además de ser ayudante técnico del primer equipo. En junio de 2023, luego de la renuncia de Hernán Peña al banco, asume la dirección técnica del primer equipo melipillano.En diciembre de 2023, es anunciada su renovación por toda la temporada 2024. El 31 de octubre de 2024, luego de vencer en el desempate ante Deportes Concepción a través de lanzamientos penales, logró el campeonato de Segunda División, ascendiendo a Primera B. Sin embargo, dicho ascenso fue revertido mediante la vía judicial.
El 28 de mayo de 2025 es anunciado el fin de su ciclo como entrenador de Deportes Melipilla mediante las redes sociales del club.

## Clubes

### Como jugador
| Club               | País  | Año       |
| ------------------ | ----- | --------- |
| Deportes Melipilla | Chile | 1995      |
| Unión Santa Cruz   | Chile | 1996-1997 |
| San Antonio Unido  | Chile | 1997      |
| Deportes Melipilla | Chile | 1998-2003 |
| Unión San Felipe   | Chile | 2004-2005 |
| Santiago Wanderers | Chile | 2006-2007 |
| Deportes Melipilla | Chile | 2009      |

### Como entrenador
| Club               | País  | Año       | PJ | PG | PE | PP | GF | GC | DG | Rendimiento |
| ------------------ | ----- | --------- | -- | -- | -- | -- | -- | -- | -- | ----------- |
| Deportes Melipilla | Chile | 2023-2025 | 52 | 30 | 9  | 13 | 98 | 58 | 43 | 63.46%      |
| Total              | Total | Total     | 52 | 30 | 9  | 13 | 98 | 59 | 43 | 63.46%      |